# Gołasze Mościckie
Gołasze Mościckie – wieś w Polsce położona w województwie podlaskim, w powiecie wysokomazowieckim, w gminie Kulesze Kościelne.
W latach 1975–1998 miejscowość administracyjnie należała do województwa łomżyńskiego.
Wierni kościoła rzymskokatolickiego należą do parafii św. Bartłomieja Apostoła w Kuleszach Kościelnych.

## Historia
Nazwa miejscowości pochodzi od słowa most. We wsi znajdują się niewielkie jeziorka, na których prawdopodobnie zbudowane były mostki lub kładki.
Tutejsza szlachta przyjęła nazwisko Mościcki. Trudno określić jej rodowód. Być może była to gałąź rodu Gołaszewskich, albo gałąź rodu Mościckich herbu Ślepowron, która przybyła tu z północnego Mazowsza.
Podczas popisu pospolitego ruszenia z roku 1528 wzmiankowano Seło Gołase Mostiska Zemanie. We wsi mieszało 7 rycerzy, którzy wystawili wspólnie 2 konnych jeźdźców na wojnę.
Niektórzy wzmiankowani Mościccy:
- 1493 r. – Martino et Alberto haeredibus de Mościska, jako jedni z fundatorów kościoła w Kuleszach[9].

- połowa wieku XVI – bracia: Michał, Mikołaj i Stefan
- koniec XVI w. – Paweł Mościcki, stolnik podlaski
- wiek XVIII – Wojciech, komornik ziemski bielski
- jeden z Mościckich walczył jako oficer w Legionach Polskich we Włoszech
- Ludwik Mościcki, uczestnik powstania styczniowego
- Bolesław Euzebiusz Mościcki (1877-1918), dowodził 1. Zaamurskim Pułkiem Kawalerii, w 1918 r. 1. Pułkiem Ułanów Krechowieckich, pośmiertnie odznaczony najwyższymi polskimi odznaczeniami wojskowymi[8].

Pod koniec XIX w. Słownik geograficzny Królestwa Polskiego i innych krajów słowiańskich określa Gołasze jako starodawne gniazdo szlacheckie w powiecie mazowieckim.
Gołasze Mościckie w 1827 r. liczyły 17 domów i 93 mieszkańców. W 1891 r. we wsi mieszkało 22 drobnoszlacheckich gospodarzy. Pierwszy Powszechny Spis Ludności z 1921 r. notuje tu 29 domów i 171 mieszkańców. Natomiast w 2011 r. liczba mieszkańców wsi wynosiła 136.
W czasie II wojny światowej Niemcy dokonali we wsi egzekucji grupy mężczyzn, a także spalili żywcem rolnika Aleksandra Kordulskiego.
Obecnie większość mieszkańców wsi (powyżej 70%) trudni się prowadzeniem gospodarstw rolnych, ukierunkowanych głównie na produkcję mleka.

## Obiektyzabytkowe(według stanu z 1985 r.)
- dom drewniany z początku XX w.[8]